# ウィリアムズ FJ44

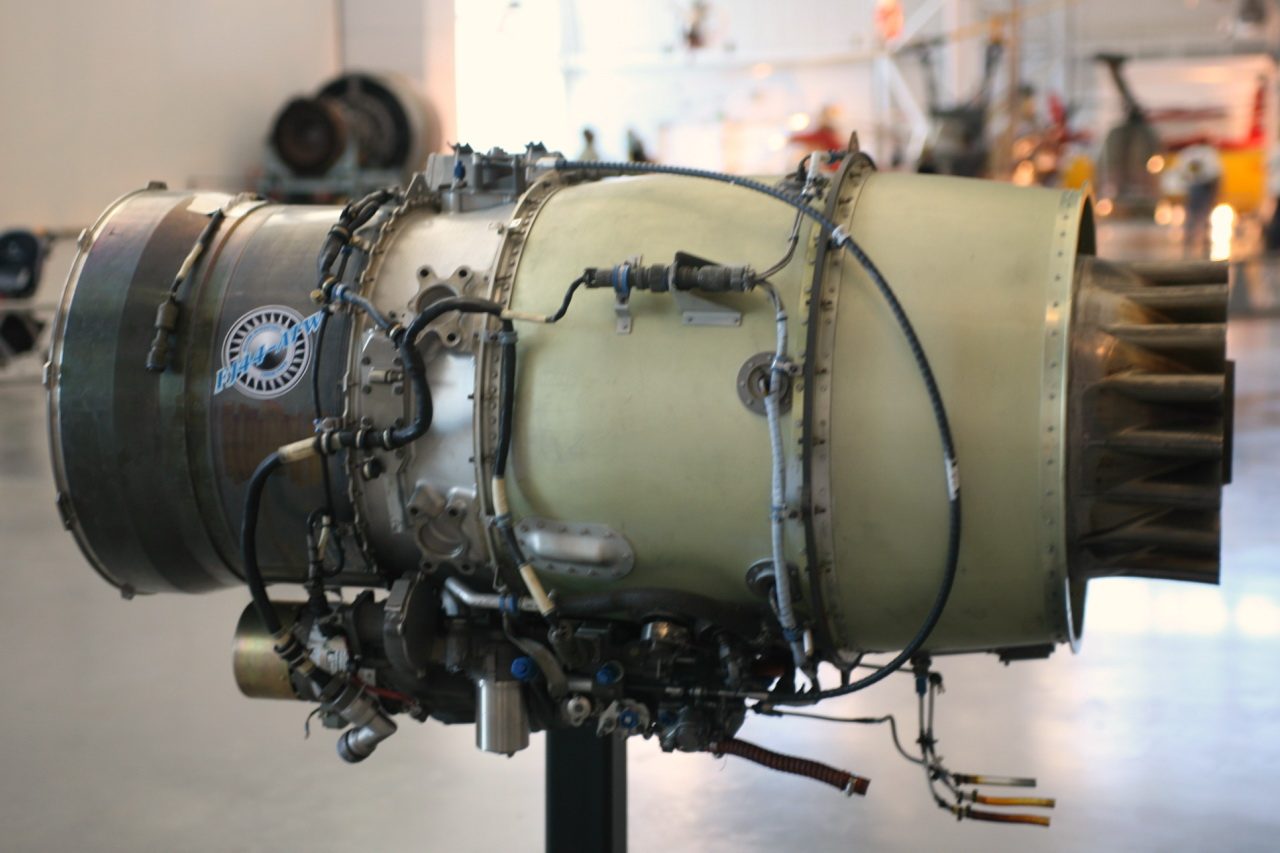
ウィリアムズ・インターナショナル FJ44-3ATW

ウィリアムズ FJ44は、ウィリアムズ・インターナショナルとロールス・ロイスが軽量ビジネスジェット市場に向けて製造している、小型・2軸のターボファンエンジンシリーズである。近年、超軽量ジェット機市場がブームになるまで、FJ44は民間機で使用可能な最も小型のターボファンエンジンであった。FJ44はウィリアムズの設計に基づいているが、初期の段階でロールス・ロイスがプロジェクトに参加し、エンジンの空冷高圧タービンの設計・開発・製造を担当した。FJ44は1988年7月12日に、スケールド・コンポジッツ/ビーチクラフト トライアンフで初飛行を行った。
ウィリアムズ FJ33は、FJ44の設計に基づいたより小型のエンジンである。

## 設計と開発
1992年に推力1,900 lbf (8.5 kN)のFJ44-1Aの量産が開始された。これは、2段の低圧（LP）タービンで駆動される、直径20.9 in (530 mm)20.9in（531mm）の1段ブリスク式ファンと1段の中圧（IP）ブースター、1段の非冷却高圧（HP）タービンで駆動される1段の遠心式高圧（HP）圧縮機で過給される。燃焼室は、衝突冷却式の環状の設計である。燃焼は、通常の燃料空気混合器や気化器ではなく、珍しい回転燃料ノズルシステムによって燃焼室に供給される。バイパスダクトはエンジンの全長と同じ長さである。推力1,900 lbf (8.5 kN)での、国際標準大気、海面高度で静止状態での単位推力毎の1時間あたりの燃料消費率は0.456lb/hr/lbf である。推力を1,500 lbf (6.7 kN)に低減した派生機種であるFJ44-1Cの燃料消費率は0.460lb/hr/lbfである。
推力を2,300 lbf (10 kN)に上げた改良型のFJ44-2Aは1997年に投入された。コア流量を増やすため、2段のブースターが追加され、ファンはより大きな21.7in（551mm）となった。応力が考慮され空気力学的により低い圧縮比になり、高圧遠心式圧縮機の圧縮比がFJ44-1よりも下げられた。他には、排気混合器と電子燃料制御装置を導入した。推力2,400 lbf (11 kN)のFJ44-2Cは-2Aと類似しているが、統合型油圧機械式燃料制御装置を導入した。
2004年にさらに改良された推力2,820 lbf (12.5 kN)のFJ44-3Aが投入された。これは-2Aと類似しているが、ファンの直径を拡大し、デュアルチャネルのFADECを装備している。推力2,490 lbf (11.1 kN)のFJ44-3A-24は-3Aの出力を下げた機種である。
2005年に、新しいローエンド版のFJ44-1APが導入された。離陸推力は1,965 lbf (8.74 kN)で、燃料消費率を5%改善し、内部温度を低減させた。-1APは-1Aと類似しているが、ファンの圧縮比が上がり、新しい燃焼室と低圧タービン、新しい全長を覆うバイパスダクト/排気混合器、デュアルチャネルのFADECを装備した。
2007年に推力3,600 lbf (16 kN)のFJ44-4が投入された。これは-3よりも直径が大きいハイテクファンを備えている。2010年3月の時点で、このエンジンはセスナ CJ4サイテーションジェットのみに搭載される。
ピラタス  PC-24に搭載されたFJ44-4Aは、パッシブ推力偏向と静かなパワーモードを備え、パフォーマンスと効率の面で利点を持ちエンジンを補助電源装置のように使用することが可能である。

## 派生型番
FJ44-1A
FJ44-1AP
FJ44-2A
FJ44-3A
FJ44-4
FJ44-4M
F129
FJ44を1,500lbf（6.672kN）に出力制限した、軍事用の型番。

## 搭載機種
以下の航空機はFJ44型のエンジンを搭載している
FJ44-1
- スケールド・コンポジッツ トライアンフ（英語版） FJ44の初飛行
- セスナ サイテーション CJ1
- セスナ サイテーション CJ1+
- EV-20 ヴァンテージジェット（英語版）
- サーブ 105

FJ44-2
- ビーチクラフト Premier I（英語版）
- セスナ サイテーション CJ2
- スケールド・コンポジッツ プロテウス
- シノ スウェアリンジェン SJ30-2（英語版）
- グローバルフライヤー

FJ44-3
- クリフォードエンジニアリングによる、STCを装備したセスナ 550とS550
- セスナ サイテーション CJ2+
- セスナ サイテーション CJ3
- グローブ G180 SPn（英語版）
- ロッキード・マーティン ポレキャット（英語版）
- パイパー PA-47 パイパージェット（英語版）

FJ44-4
- セスナ CJ4サイテーションジェット（英語版）

FJ44-4A
- ピラタス  PC-24（英語版）

FJ44-4C
- HondaJet Echelon

FJ44-4M
- L-39NG

F129
- セスナ 526 サイテーションジェット（英語版）

## 仕様
| FJ44の仕様              | FJ44の仕様 | FJ44の仕様 | FJ44の仕様 | FJ44の仕様 | FJ44の仕様 | FJ44の仕様 | FJ44の仕様 | FJ44の仕様 |
| ----------------------- | ---------- | ---------- | ---------- | ---------- | ---------- | ---------- | ---------- | ---------- |
|                         | FJ44-1A    | FJ44-1C    | FJ44-1AP   | FJ44-2A    | FJ44-2C    | FJ44-3A    | FJ44-3A-24 | FJ44-4     |
| 推力（lbf）             | 1,900      | 1,500      | 1,965      | 2,300      | 2,400      | 2,820      | 2,490      | 3,600      |
| 推力（N）               | 8,452      | 6,672      | 8,741      | 10,231     | 10,676     | 12,544     | 11,076     | 15,569     |
| 燃料消費率（lb/hr/lbf） | 0.456      | 0.460      |            |            |            |            |            |            |
| 乾燥重量（lb）          | 460        | 460        | 468        | 530        | 520        | 535        | 535        | 650        |
| 乾燥重量（kg）          | 209        | 209        | 212        | 240        | 236        | 243        | 243        | 295        |
| 全長（in）              | 53.3       | 53.3       | 57.9       | 59.8       | 59.8       | 62.4       | 62.4       | 68.6       |
| 全長（mm）              | 1,354      | 1,354      | 1,471      | 1,519      | 1,519      | 1,585      | 1,585      | 1,742      |
| ファンの直径（in）      | 20.9       | 20.9       | 20.7       | 21.7       | 21.7       | 22.9       | 22.9       | 25.2       |
| ファンの直径（mm）      | 531        | 531        | 526        | 551        | 551        | 582        | 582        | 640        |
| バイパス比              | 3.28       | 3.28       |            |            |            |            |            |            |
| 4.1                     |            |            |            |            |            |            |            |            |

## 参照
1. ↑  FJ44-1 at www.williams-int.com, Accessed 2006-05-07
2. ↑  FJ44 for military trainer aircraft at defence.rolls-royce.com, Accessed 2006-05-07
3. ↑  FJ44-2 at www.williams-int.com, Accessed 2006-05-07
4. ↑  FJ44-3 at www.williams-int.com, Accessed 2006-05-07
5. ↑  FJ44-1AP at www.williams-int.com, Accessed 2006-05-07
6. ↑  FJ44-4 at www.williams-int.com, Accessed 2006-05-07
7. ↑  FJ44-4 at www.williams-int.com, Accessed 2010-03-12
8. ↑  Williams Keeps Quiet About Engine Features | News: Aviation International News
9. ↑  Airplanes using FJ series engines at www.williams-int.com, Accessed 2006-05-07
10. 1 2 3  Venik's Aviation - Jet Engines - USA